# Wilhelm Johnen (Politiker)
Wilhelm Johnen (* 19. Mai 1902 in Inden; † 28. März 1980 in Jülich) war ein deutscher Politiker der CDU. Er war von 1959 bis 1966 Landtagspräsident von Nordrhein-Westfalen.

## Ausbildung, Beruf und Familie
Wilhelm Johnen studierte Rechtswissenschaften an der Eberhard Karls Universität Tübingen und an der Rheinischen Friedrich-Wilhelms-Universität Bonn. Während des Studiums wurde er Mitglied der katholischen Studentenverbindungen AV Guestfalia Tübingen und KDStV Bavaria Bonn im CV. Er war als Rechtsanwalt und Notar in Jülich tätig.
1963 wurde er in den Päpstlichen Ritterorden vom heiligen Gregor dem Großen aufgenommen.

## Partei
Johnen war von 1931 bis 1933 Vorstandsmitglied der Zentrumspartei gewesen. Nach dem Ende des Zweiten Weltkrieges war Johnen Mitbegründer der CDU. 1951 bis 1963 war er (als Nachfolger von Konrad Adenauer) Landesvorsitzender der CDU Rheinland.

## Abgeordneter
Wilhelm Johnen war von 1947 bis 1966 Mitglied des Landtages Nordrhein-Westfalen dort von 1950 bis 1959 Vorsitzender der CDU-Fraktion. Anschließend wurde er als Nachfolger des bei einem Verkehrsunfall ums Leben gekommenen Josef Gockeln Landtagspräsident von Nordrhein-Westfalen. Er übte dieses Amt bis zu seinem Ausscheiden aus dem Landtag aus. In seine Amtszeit als Fraktionschef fiel das konstruktive Misstrauensvotum und der Sturz der Regierung Karl Arnold.

## Öffentliche Ämter
Vom 28. Juli 1945 (andere Quellen: 4. August 1945) bis zum 13. April 1946 und danach wieder vom 23. Oktober 1946 über etliche weitere Amtsperioden bis zum 31. Dezember 1971 Landrat des Kreises Jülich. Wilhelm Johnen initiierte die Ansiedlung der Kernforschungsanlage in Jülich. Weiterhin verhinderte er den Bau eines Fliegerhorstes auf der Merscher Höhe durch die Errichtung der Rundfunksendestelle Jülich der Deutschen Bundespost, über die das Auslandsprogramm der Deutschen Welle ausgestrahlt wurde.
Darüber hinaus war Johnen von März 1959 bis 1972 Vorsitzender des Landkreistages Nordrhein-Westfalen und seit September 1959 Vizepräsident des Deutschen Landkreistages.

## Ehrungen
Nach Johnen wurde die Wilhelm-Johnen-Straße in Jülich benannt.